# Antic Hostal Pessets
L'Antic Hostal Pessets és una obra modenrnista de Sort (Pallars Sobirà) inclosa a l'Inventari del Patrimoni Arquitectònic de Catalunya.

## Descripció
L'Hostal Pessets fou el primer establiment hoteler amb un cert caire "modern" de tot el Pallars Sobirà. Fundat vers els anys vint per "lo Pepe de Pessets", actualment el regenta la mateixa família, però han traslladat l'establiment a un edifici a l'eixample de Sort, més espaiós i proveït amb els elements moderns per donar confort als visitants.
Té dues façanes, l'occidental, amb vistes al carrer Major, i l'oriental, més assolellada, a la carretera de Pobla de Segur a Esterri i la Vall d'Aran.
L'edifici antic té una planta baixa i tres pisos. La major part de la planta baixa era una gran sala destinada a cafè, il·luminada per dues àmplies vidrieres pel costat de llevant. En els tres pisos de la façana est s'obren dos parells de balcons proveïts de baranes de guix que tracen intricades formes geomètriques o d'inspiració vegetal.

## Història
Es poden observar certes diferències entre l'ala meridional i la septentrional que componen l'edifici, degut al fet que la primera, més acurada a la seva ornamentació, fou construïda uns quants anys abans que la segona.
Així, mentre les balconades de l'ala meridional tenen forma arrodonida, les vidrieres de la planta baixa mostren arcs en cortina.
També, en general, els elements decoratius són més elaborats a l'ala meridional i les dimensions de les obertures són lleugerament diferents.